# Brildrager
De brildrager (Egira conspicillaris) is een nachtvlinder uit de familie van de uilen, de Noctuidae. 

## Beschrijving
De voorvleugellengte bedraagt tussen de 16 en 18 millimeter. De grondkleur van de voorvleugels is licht- tot donkerbruin. Een baan aan de binnenrand, in rust op de rug, is lichtgekleurd. Hetzelfde geldt voor een gebiedje, variërend tussen een klein streepje tot een flink veld, bij de vleugelpunt.

## Waardplanten
De brildrager is polyfaag en gebruikt kruidachtige en houtige planten als waardplanten. De rups is te vinden van mei tot juli. De soort overwintert als pop. De vlinder kent één generatie die vliegt in mei.

## Voorkomen
De soort komt verspreid over het noorden van het West-Palearctisch gebied voor. De brildrager is in België een zeldzame soort, die voornamelijk bekend is uit het zuiden van het land. Op 23 april 2020 werd de eerste waarneming in Vlaanderen geregistreerd in Brasschaat (Antwerpen). In Nederland is de soort recent ontdekt, vroeger was hij bekend uit het oosten van Gelderland en Limburg.